# Atzitzihuacán
Atzitzihuacán è una municipalità dello stato di Puebla, nel Messico centrale, il cui capoluogo è la località di Santiago Atzitzihuacán.
Conta 11.684 abitanti (2010) e ha una estensione di 129,74 km². 	 	
Il nome della località in lingua nahuatl significa luogo dove c'è poca acqua.